# Chobits

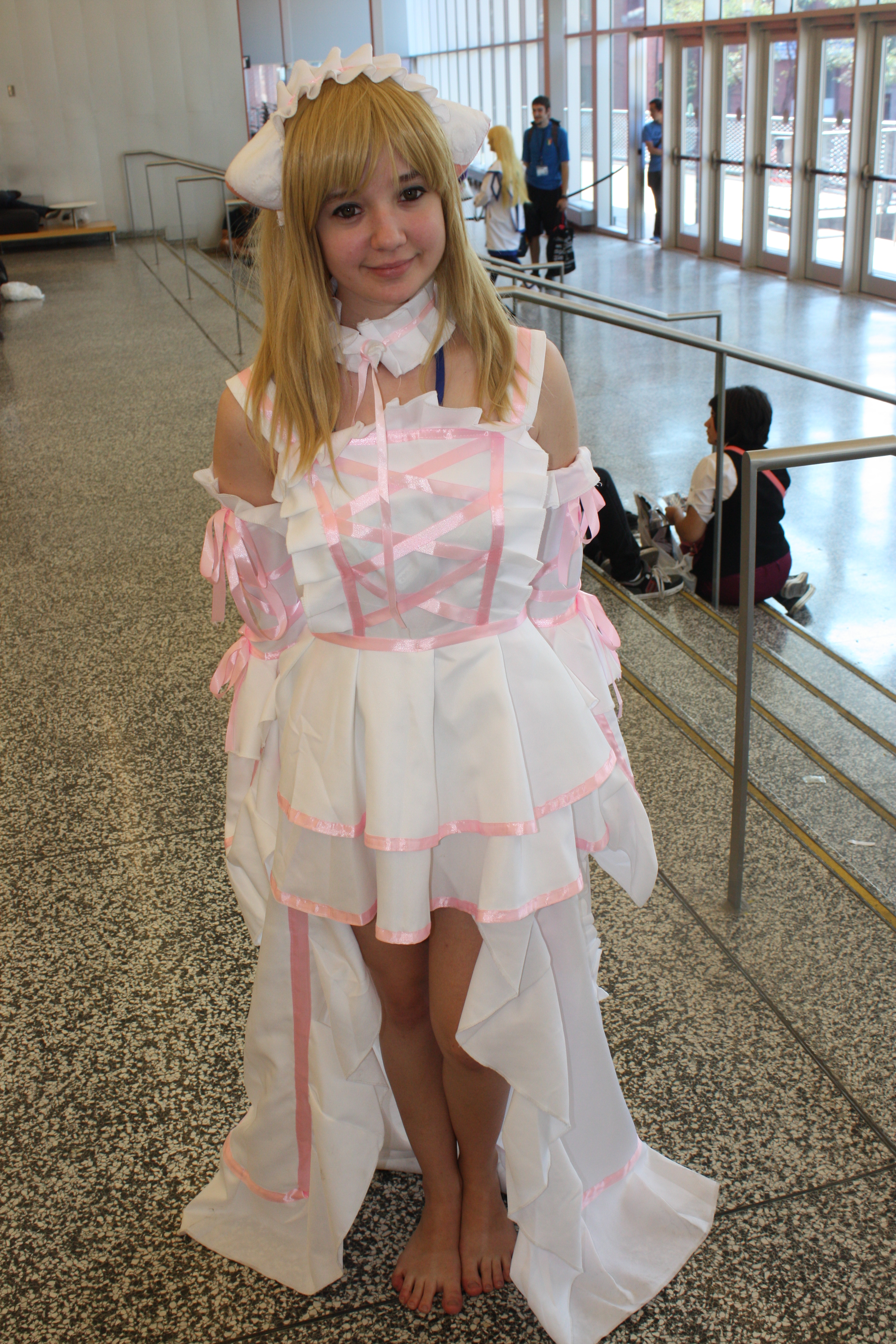
Japansk cosplayare på otakuthon 2014

Chobits är en populär manga, som även gjorts till anime. Serien beskriver en värld där datorer tillverkas som mänskliga dockor (s.k. "Persocoms", eller "Persocons" som de heter i amerikanska versionen) som lever tillsammans med människor, något som blir mer och mer populärt. Huvudpersonen i Chobits, Hideki Motosuwa, drömmer själv om att skaffa en egen Persocom till den dag han först hittar Chi(i).

## Rollfigurer
Hideki Motosuwa
Röst: Sugita Tomokazu (杉田 智和)
Studenten som drömmer om en egen Persocom, men de är ju så dyra!
Vem hade kunnat tro att Hideki skulle hitta en Persocom i soporna? Den Persocom han hittade är dessutom otroligt söt. Dessvärre så stöter han på lite svårigheter med henne, bland annat att hon nästan inte vet någonting. Han blir lätt generad och det blir inte bättre att han inte vet någonting om Persocoms eller andra datorer.
Chi(i)
Röst: Rie Tanaka  (田中 理恵)
Den söta men naiva datorn som Hideki hittar i soporna. Hon gör sitt bästa för att Hideki ska vara glad, men det går inte alltid riktigt som det var tänkt. Det finns chans för att hon är en Chobits, en riktigt sällsynt, legendarisk datorsort som det inte ens är säkert att den finns, så vilket det går många rykten. I hennes tidigare liv så var hennes namn Elda.
Hiromu Shinbo
Röst: Seki Tomokazu (関智一)
Hidekis klasskamrat och vän, som gärna hjälper Hideki när han får problem. Han blir kär i läraren Takako Shimizu, som han rymmer tillsammans med.
Han har även en hyperaktiv och energisk Persocom vid namn Sumomo (plommon på japanska)!
Sumomo
Röst: Kumai Motoko (くまいもとこ)
Shinbos lilla hyperaktiva, bärbara Persocom som alltid har en sång för alla tillfällen. Det är svårt att avgöra om hon skrämmer Hideki mest med alla sina höga toner, eller om han skrämmer henne mest med alla sina hysterianfall. Sumomo betyder plommon på japanska.
Hennes hårfärg är mörklila, hennes kläder är rosa och lila-brunaktiga.
Yumi Omura
Röst: Toyoguchi Megumi (豊口 めぐみ)
Yumi jobbar på samma ställe som Hideki (baren/restaurangen "Med Glädje"). Hon har ett väldigt dåligt självförtroende, som inte precis förstärks av att ha en massa "perfekta" Persocoms runt omkring hela tiden. Hon tycker mycket om Hideki och har gått ut med honom några gånger (man vet dock inte om hon är kär i honom). I alla fall i mangan så är Yumi kär i Mr.Ueda.
Minoru Kokubinji
Röst: Kuwashima Houko (桑島法子)
Han är bara 15 år, men kan redan bygga egna Persocoms och är en riktig expert på Persocoms i all allmänhet.
Yuzuki
Röst: Orikasa Fumiko (折笠 富美子)
Minoru byggde henne för att ersätta hans bortgångna syster. Han gav henne samma personlighet som hans syster och agerar likadant som henne.
Chitose Hibiya
Röst: Inoue Kikuko (井上喜久子)
Det här är hyresvärden i huset där Hideki bor. Hon är en väldigt snäll person, som bland annat har gett Hideki en massa kläder till Chi(i).
Hon kände Chi(i) väldigt väl i hennes förra liv...
Takako Shimizu
Röst: Yuzuki Ryoka (柚木涼香)
Hideki och Shinbos lärare.
Hennes man tillbringar all tid med en Persocom de köpte efter deras bröllop, så hon var en ganska sorgsen person, ända tills hon träffade Shinbo och rymde.
Hiroyasu Ueda
Röst: Ueda Yuji (上田祐司)
Killen som äger konditoriet "Tyrolen". Chi(i) får jobba där eftersom han känner Hideki, som har jobbat där tidigare (i alla fall i mangan). Han har varit gift med en Persocom som han köpte för att han behövde hjälp i konditoriet.
Yoshiyuki Kojima
Röst: Suwabe Junichi (諏訪部 順一)
Hideki och Yoshiyuki är inte precis överförtjusta i varandra. Yoshiyuki kidnappade Chi(i) efter att ha läst ett av Minorus foruminlägg om henne. Han ville utforska henne lite närmare. Han har över 20 Persocoms hemma som han byggt själv.
Kotoko
Röst: Yukana (野上ゆかな)
Yoshiyukis lilla bärbara Persocom som han byggt själv. Hon är inte lika sprallig som Sumomo, hon är rätt lugn, men hon precis är lika liten. Hon har ett program installerat som gör att hon undersöker saker, det får henne att verka oerhört nyfiken, men även smart. Hon tycker att Sumomo är riktigt jobbig, tack vare hennes energi. Då måste hon klänga på Kotoko hela tiden.
Freya
Röst: Rie Tanaka (田中 理恵)
Chi(i)s syster som lever inuti henne och ser exakt likadan ut som henne. I Chi(i)'s (Elda) tidigare liv så blev Freya förälskad i deras far. När Freya fick veta att han inte älskade henne tillbaka så började hon till slut sluta fungera.